# I. Childebert frank király
I. Childebert (496 – 558. december 23.) frank király, Reimsben született és Párizsban (mint tartományban) 511-ben halt meg; része volt abban, hogy Burgundia beolvadt a Frank Birodalomba.
I. Chlodvig fiaként született, és 511-ben édesapja királyságának felosztásakor a mai Északnyugat-Franciaország területén kapott a Somme-tól Bretagne-ig terjedő birtokokat (Párizs fővárossal); ehhez az 520-as években, miután szövetséges testvére, I. Chlothar megölte Chlodomer ifjú örököseit, megszerezte az orléans-i királyság egy részét (Chartes és Orléans városát), majd 534-ben elhódította fivérétől  a burgundi királyságot, és 537-ben szerződés útján övé lett Provence (Arles és Marseille). A vizigótok ellen – akik a Rhône és a Pireneusok között még birtokolták a parti sávot – 531-ben vezetett hadjáratot, Narbonne mellett teljes győzelmet aratott Amalarich nyugati gót királyon, majd 542-ben Chlotharral szövetkezve benyomult Ibériába. Bár a hadműveletek nem jártak komoly sikerrel (Pamplonát sikerült csak elfoglalni), Childebert magával hozta a mártírhalált halt Szent Vince ingét, és elhelyezte egy új párizsi templomban, amelynek utódját ma Saint-Germain-des-Prés-nek nevezik. Childebertnek nem volt fia, halála után Chlothar vette át birtokait.

## A gyermekgyilkosság
Amikor Chlodomer elesett a burgundok elleni harcban, Childebert és Chlothar megosztoztak az örökrészén, Childebert még Chlodomer özvegyét is elvette feleségül. Chlodomer három kisfiát a nagyanyjuk, Chlotilde nevelte. A két nagybáty félt, hogy a fiúk felnőve atyai jussukat fogják követelni, s nagyanyjuk segíteni fogja őket. Tours-i Gergely szerint Childebert követei útján figyelmeztette Chlothart a fenyegető veszélyre, s hívta, hogy találkozzanak és beszéljék meg, mi történjék: levágják-e  a fiúk haját (ami a királyi családból való kitaszítást, uralomra való alkalmatlanná tételt jelentett), vagy pedig öljék meg őket?
A két fivér üzent édesanyjának: küldje el hozzájuk a fiúkat, hogy trónra emeljék őket. Chlotilde nagyon megörült, s azt mondta: ha uralkodóként fogja látni unokáit, úgy érzi majd, mintha nem is halt volna meg a fia, Chlodomer. Kísérettel, szolgákkal útnak indította a gyermekeket. A két nagybácsi nyomban elválasztotta kíséretétől és külön-külön fogságba vetette a fiúkat. Majd követeket menesztettek az anyakirálynéhoz egy ollóval és egy csupasz karddal, s megkérdezték: mi legyen a fiúk sorsa? Éljenek lenyírt hajjal, vagy öljék meg őket? A nagyanya haragjában és elkeseredésében, meggondolatlanul azt felelte: "Inkább lássam unokáimat holtan, mint királyi hajéküktől megfosztva." A királyok ennek hallatára rögtön "munkához" láttak: Chlothar leszúrta legidősebb unokaöccsét, aki tízéves volt. A középső könyörögve karolta át Childebert lábát, ez megszánta, és kérte Chlothart, hogy ajándékozza neki a fiú életét, annyit fizet érte, amennyit akar. De amaz rákiabált; hogy ő kezdte az egészet, és most meghátrál? Erre Childebert odadobta a hétéves gyermeket fivérének, s az elvégezte a hóhérmunkát. Aztán megölték a kíséretet. A legkisebb fiút, Chlodovaldot azonban emberei megmentették, pap lett belőle, s a hagyomány szerint ő alapította St-Cloud kolostorát.
Ezt a történetet is nyilván kiszínezte a népi fantázia, valamint Tours-i Gergely és St. Cloud életírója, de a magva, a gyermekgyilkosság tény.

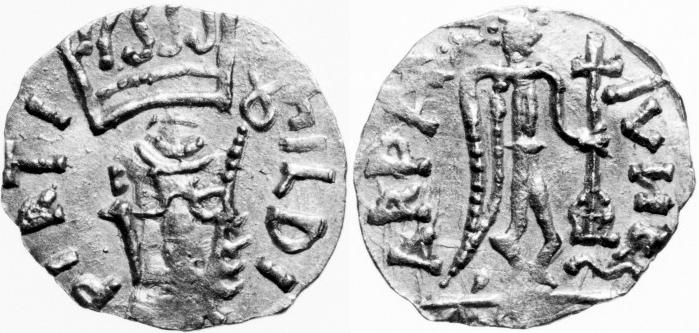
Childebert pénzérméje
(534–558 között)